# Cristian Rosso
Cristian Rosso (29 de janeiro de 1984) é um remador argentino, medalhista de ouro nos Jogos Pan-Americanos de 2011. Atualmente atua pelo Vasco da Gama no Rio de Janeiro.

## Olimpíada de Londres 2012
Participou das Olimpíadas no Double Skiff com o seu companheiro de seleção e de clube, Ariel Suárez.
Cristian e Ariel fizeram uma campanha muito boa e ficaram em 4° lugar com o tempo de 6:36.36.